# Lethe manthara
Lethe manthara är en fjärilsart som beskrevs av Felder 1867. Lethe manthara ingår i släktet Lethe och familjen praktfjärilar. Inga underarter finns listade i Catalogue of Life.